# Gouverneur d'Aruba
Le gouverneur d'Aruba (en néerlandais : Gouverneur van Aruba) est le représentant à Aruba du chef d'État néerlandais (le roi Willem-Alexander). 
Le gouverneur représente les intérêts généraux du Royaume des Pays-Bas. Le gouverneur n'a pas de responsabilités politiques et ne fait pas partie du gouvernement, mais joue un rôle important lors de sa formation. Le gouverneur est nommé par le monarque pour une période 6 ans. Il est appuyé par un secrétariat du cabinet du gouverneur, et est conseillé par le Conseil des conseils (Raad van Advies). Composé d'au moins cinq membres nommés par le gouverneur, il est censé lui donner des conseils sur les projets d'ordonnances de l'État, les décrets de l'État, les actes du royaume et les ordonnances administratives générales.

## Liste des gouverneurs d'Aruba

### Sous le règne de Beatrix
- 1986-1992 : Felipe Tromp
- 1992-2004 : Olindo Koolman
- 2004-2013 : Fredis Refunjol

### Sous le règne de Willem-Alexander
- 2013 - 2016 : Fredis Refunjol
- 2017 - (en cours) : Alfonso Boekhoudt